# Autostrada Marica
L'autostrada A4 Marica (in bulgaro Aвтомагистрала "Марица"?, Avtomagistrala "Marica") è un'autostrada situata nella Bulgaria sud-orientale che collega l'A1 Trakija con Svilengrad ed il confine con la Turchia, in direzione di Edirne. È stata completata nel 2015.
Al gennaio 2024, costituisce l'unico collegamento autostradale completo della Bulgaria con un paese confinante. Una volta completate, lo saranno anche l'A3 Struma (con la Grecia), l'A6 Europa (con la Serbia), l'A7 Ruse-Veliko Tarnovo (con la Romania) e l'autostrada Rila, in fase di progettazione (con la Macedonia del Nord).
L'autostrada fa parte del Corridoio paneuropeo IV. Il suo nome è dovuto al fiume Marica o Evros, di cui segue la valle per buona parte del percorso.